# Andre Means
Andre Means ist ein ehemaliger US-amerikanischer Basketballspieler.

## Laufbahn
Der 2,07 Meter große Innenspieler aus Staten Island im US-Bundesstaat New York gewann mit der Mannschaft der University of Utah in der Saison 1973/74 das National Invitation Tournament.
Von 1976 bis 1978 verstärkte Means die Mannschaft der Sacred Heart University im Bundesstaat Connecticut. In der Saison 1976/77 war er mit 16,1 Rebounds je Begegnung in der zweiten NCAA-Division führend, 1977/78 erreichte er 16,4 Rebounds pro Partie, wurde aber noch von Scott Mountz (18,0) übertroffen. Insgesamt bestritt er 62 Spiele für Sacred Heart und kam auf einen Punkteschnitt von 15,1. Means wurde 1976/77 in das zweite und 1977/78 in das erste All-America-Team der zweiten NCAA-Division gewählt.
Zur Spielzeit 1978/79 wechselte Means nach Deutschland zum Bundesligisten USC Heidelberg. Der als „sprungstark, korbgefährlich und technisch versiert“ beschriebene US-Amerikaner bildete 78/79 unter dem Korb ein starkes Gespann mit dem Deutsch-Amerikaner Wolfgang Fengler. Means war in der Hauptrunde der Bundesliga-Saison 78/79 mit 354 Punkten (20,8 je Begegnung) bester Heidelberger Korbschütze und stand in dieser Wertung ligaweit auf dem neunten Rang. In der Bundesliga-Endrunde verbuchte der US-Amerikaner in neun Einsätzen denselben Punkteschnitt. Er schloss sein erstes Jahr in Deutschland mit dem USC auf dem sechsten Tabellenplatz ab. Im Spieljahr 1979/80 erzielte Means für Heidelberg in der Hauptrunde im Schnitt 25,4 Punkte je Begegnung und musste mit der Mannschaft als Tabellensiebter in die Abstiegsrunde. Dort verpasste er mit dem USC den Klassenerhalt, Means kam in der Abstiegsrunde auf 21,8 Punkte je Begegnung. Im Anschluss an die Saison 1979/80 wechselte er nach Luxemburg.